# A váratlan találkozás
A váratlan találkozás Joseph Haydn 1775. augusztus 29-én Eszterházán bemutatott háromfelvonásos operája. A darab ugyanazt a témát dolgozza fel, mint Gluck A mekkai zarándoklat avagy a váratlan találkozás című operája.

## Az opera története
Haydn A váratlan találkozást Ausztriai Ferdinánd főherceg és felesége, Maria Beatrice d’Este látogatása alkalmából komponálta. A főúri pár nagyon jól szórakozott a szép sikert aratott előadáson, erről még a Pressburger Zeitung 1775. szeptember 13-i száma is beszámolt. Azt nem lehet tudni, hogy a hercegi udvarban ezután előadásra került-e a darab, de Erdődy gróf pozsonyi operatársulata bemutatta a művet Franz Xaver Girzik átdolgozásában. Girlick németre fordította az olasz nyelvű szövegkönyvet, a recitativókat pedig prózai dialógusokkal helyettesítette. Az átdolgozott verziót Singspiel műfaji megjelöléssel a soproni színház is bemutatta. Ezután a darab eltűnt a színpadokról. Csupán egyetlen részlete, Rezia II. felvonásbeli „Or vicina a te mio cuore” kezdetű áriája vált széles körben ismertté és közkedveltté. Ezt a részletet olykor koncerteken is előadták.
Az opera teljes partitúrájának első kiadása csak 1939-ben valósult meg, német nyelvű szöveggel, Unverhofftes Begegnen címen. Az eredeti olasz nyelvű partitúrát sokáig elveszettnek hitték. Jen Peter Larsen dán Haydn-kutatónak azonban sikerült előkerítenie az opera eredeti, olasz nyelvű partitúráját. Az eredeti opera teljes kiadása így csak 1962-ben valósulhatott meg.

## Az opera szereplői
| Szereplő                                                       | Hangfekvés |
| -------------------------------------------------------------- | ---------- |
| Ali, Balsóra hercege                                           | tenor      |
| Rezia, a perzsa király lánya, az egyiptomi szultán háremhölgye | szoprán    |
| Balkis, rabszolga                                              | szoprán    |
| Dardane, rabszolga                                             | szoprán    |
| Osmin, Ali szolgája                                            | tenor      |
| Calandro, kolduló dervis                                       | bariton    |
| Az egyiptomi szultán                                           | basszus    |
| Egy tiszt                                                      | tenor      |
| Első dervis                                                    | tenor      |
| Második dervis                                                 | tenor      |
| Harmadik dervis                                                | tenor      |

- Történik: Kairóban a XVII. században

## Az opera cselekménye

### I. felvonás
Ali herceget kitúrta a hatalomból testvére, majd száműzte országukból. Ali a perzsa királynál talált menedékre, akinek lánya iránt hamar szerelemre lobbant. Az apa azonban már másnak ígérte Rezia kezét, így a szerelmesek elhatározzák, hogy megszöknek. Hajójukat kalózok támadták meg, akik Alit megsebesítették, Reziát pedig magukkal hurcolták, és eladták rabszolgának. Az opera kezdetén Ali Kairó utcáin tűnik fel, ahol dervisek koldulnak. Osmin szóba elegyedik Calandróval, aki már-már meggyőzi a fiút, hogy csatlakozzon hozzájuk, de aztán Ali jobb belátásra bírja szolgáját.
Eközben a hárem ablakán kitekintő Rezia felismeri az utcai forgatagban egykori szerelmét, de nem fedi fel magát egyből a férfi előtt. Elhatározza, hogy előtte próbára teszi Ali hűségét. Elküldi Balkist, hogy adjon át neki egy üzenetet egy előkelő hölgy nevében, akit még sohasem látott, de aki ismeretlenül is beleszeretett. Ali azonban nem fogadja el a meghívást, hű kíván maradni Rezia emlékéhez. A titokzatos szerelmest hölgyet sem akarja megsérteni, ezért felajánlja Balkisnak, hogy hazakíséri. A hárem kapujában aztán búcsút vesz a rabszolgától. Ekkor tűnik fel Osmin, aki Balkis mögött belopódzik Rezia lakosztályába. Teljesen elszédül az ott látott sok enni-innivalótól, így amikor visszatér gazdájához, próbálja rávenni Alit, hogy keresse fel a hölgyet. A férfi azonban hajthatatlan.

### II. felvonás
Rezia most Derdanénak adott megbízást, hogy keresse fel Alit és ígérjen neki szerelmet. A férfi az ő közeledését is elhárítja. Ekkor hirtelen színre lép Rezia, és elmondja kedvesének, hogy ő is hű maradt hozzá: ez idáig ellenállt a szultán közeledésének. A szultán most vadászaton van, benne pedig annyira megbízik, hogy mindenhova szabad kijárást biztosít neki. Így nem lesz olyan nehéz megszökniük. Rezia a szolgálóival el is kezd csomagolni. Elsősorban ékszereket akar magával vinni, hogy azoknak az árából fedezhessék az utazás költségeit. Eközben Ali élelemről és megfelelő ruhákról gondoskodik. Ismét felbukkan Calandro, aki Ali házából menekültnek mondja magát. Osmin így végül őt bízza meg a szükséges holmik beszerzésével.
Ekkor jelenik meg váratlanul a szultán, aki tudomást szerzett a szökési kísérletről, és most bosszút forral. Eközben Osminnak sikerült felfedeznie egy rejtekajtót, amely Ali házából a dervisekhez vezet. A két férfi oda menekül, és itt várja meg a Calandro által ígért karavánvezetőt.

### III. felvonás
A szultán magas jutalmat ajánlj fel annak, aki elárulja a szökevények hollétét. Calandro a busás jutalom fejében azonnal beárulja megbízóit. Amikor meghallják a katonák közeledését, Osminnak mentő ötlete támad: a dervisek öltözzenek nőnek, Ali pedig adja ki magát annak a francia festőnek, aki egész Egyiptomban közcsodálatnak örvend. A mese azonban túl átlátszó, így a katonák letartóztatják őket. Amikor kihirdetik a szultán halálos ítéletét, Rezia Ali felé fordul, feltárja iránta érzett érzelmeit, majd elbúcsúzik szolgálóitól, a dervisektől, mindenkitől, aki segítette őt. A tiszt ekkor egy másik írást olvas fel. Ebből kiderül, hogy a szultán csak próbára akarta tenni a fiatalok érzelmeit. Mindannyiuknak megbocsát és szabadon engedi őket, de Calandróra halál vár, amiért el árulta megbízóit. Ezután a szultán elé vezetik a szerelmeseket, aki fényes esküvőt rendez számukra. Ali és Rezia megszánja Calandrót, és ráveszik az uralkodót, hogy enyhítse száműzetésre a büntetését.

## Az opera zenéje
A Váratlan találkozás, akárcsak Gluck és Mozart török környezetben játszódó dalművei, a török egzotikum 18. századi európai divatjának terméke. Az opera keleties hangvételét elsősorban a török indulókra visszavezethető janicsárzene teremti meg. A legtöbb korabeli operaszerzőnél a janicsárzene csak az egzotikus hangfestést szolgálta, de Haydn izgalmasabban szőtte bele keleti hatást a zenei alapszövetbe: az első felvonásban a dervisek tanítgatják Osminak ezt a különös muzsikát.
A szólisták száma és a zenekar összetétele is nagyobb a korábbi Haydnon-operákhoz képest, a három dervis személyében pedig egyfajta kis létszámú kórust is alkalmazhatott a zeneszerző. Haydn a többszólamú hatást ez esetben is a szereplők együtteseinek gyakoribb alkalmazásával érte el. Az áriák többsége azonos sémákra épül, a szereplők érzelmeit és jellemét közvetíti, de vannak köztük jól sikerült, eredeti részek is. Ilyen Alinak a korabeli vígoperák álruhás jeleneteit parodizáló Ecco un splandido banchetto kezdetű áriája, vagy Calandrino és Osmin Catagna, castagna kezdetű duettje.
A váratlan találkozás minden értéke ellenére terjengős és rosszul felépített. Elsősorban az I. felvonás recitativói tűnnek végeérhetetlennek, Haydn nem tudta kézben tartani a tekervényes párbeszédeket. Az opera fő vonzereje az együttesekben és a magabiztosan kivitelezett hangszeres kíséretében rejlik.

## Hangfelvételek
Ali – Claes Håkan Ahnsjö, Rezia – Linda Zoghby, Balkis – Margaret Marshall, Dardane – Della Jones, Osmin – Domenico Trimarchi, Calandro – Benjamin Luxon, Szultán – Jonathan Prescott, Tiszt – James Hooper. Közreműködik a Lausanne-i Kamarazenekar. Vezényel és csembalón közreműködik: Doráti Antal. A felvétel helye és ideje: Epalinges (Svájc), Grande Salle, 1979. Kiadás éve: 1991. Philips 432 426-2 3 CD ADD Stereo. Megjegyzés: a 3. CD-n helyet kapott Haydn négy, más szerzők operáihoz készített ária átirata is.